# Eudistoma vulgare
Eudistoma vulgare is een zakpijpensoort uit de familie van de Polycitoridae. De wetenschappelijke naam van de soort werd in 1988 voor het eerst geldig gepubliceerd door Françoise Monniot.